# Iris minutoaurea
Iris minutoaurea là một loài thực vật có hoa trong họ Diên vĩ. Loài này được Makino miêu tả khoa học đầu tiên năm 1928.